# Aristolochia acantophylla
Aristolochia acantophylla är en piprankeväxtart som beskrevs av H. W. Pfeifer. Aristolochia acantophylla ingår i släktet piprankor, och familjen piprankeväxter. Inga underarter finns listade i Catalogue of Life.